# Фінал Кубка європейських чемпіонів 1958
Фінал Кубка європейських чемпіонів 1958 — фінальний матч розіграшу Кубка європейських чемпіонів сезону 1957—1958 років, у якому зустрілися іспанський «Реал Мадрид» та італійський «Мілан». Матч відбувся 28 травня 1958 року на стадіоні «Ейзель» у Брюсселі. Перемогу з рахунком 3:2 у додатковий час здобув «Реал Мадрид».

## Шлях до фіналу
| Реал Мадрид | Реал Мадрид          | Реал Мадрид | Реал Мадрид | Раунд        | Мілан               | Мілан                | Мілан    | Мілан    |
| ----------- | -------------------- | ----------- | ----------- | ------------ | ------------------- | -------------------- | -------- | -------- |
| Суперник    | За сумою двох матчів | 1-й матч    | 2-й матч    |              | Суперник            | За сумою двох матчів | 1-й матч | 2-й матч |
| -           | -                    | -           | -           | Перший раунд | Рапід (Відень)      | 6–6 4–2              | 4–1 (Д)  | 2–5 (Г)  |
| Антверпен   | 8–1                  | 2–1 (Г)     | 6–0 (Д)     | Другий раунд | Рейнджерс           | 6–1                  | 4–1 (Г)  | 2–0 (Д)  |
| Севілья     | 10–2                 | 8–0 (Д)     | 2–2 (Г)     | 1/4 фіналу   | Боруссія (Дортмунд) | 5–2                  | 1–1 (Г)  | 4–1 (Д)  |
| Вашаш       | 4–2                  | 4–0 (Д)     | 0–2 (Г)     | 1/2 фіналу   | Манчестер Юнайтед   | 5–2                  | 1–2 (Г)  | 4–0 (Д)  |

## Деталі матчу
| 28 травня 1958 |

| Реал (Мадрид)                       | 3:2 дч | Мілан                     |
| ----------------------------------- | ------ | ------------------------- |
| Ді Стефано 74' Ріаль 79' Хенто 107' |        | Скьяффіно 59' Грільйо 78' |

| Ейзель, Брюссель Глядачів: 67 000 Арбітр: Альбер Алстеен |

| Реал Мадрид | Мілан |

|                  |  |                     |  |
|                  |  |                     |  |
| В                |  | Хуан Алонсо (к)     |  |
| З                |  | Анхель Атьєнса      |  |
| З                |  | Рафаель Лесмес      |  |
| З                |  | Хосе Сантамарія     |  |
| ПЗ               |  | Хуан Сантістебан    |  |
| ПЗ               |  | Хосе Марія Саррага  |  |
| Н                |  | Хосеїто             |  |
| Н                |  | Раймон Копа         |  |
| Н                |  | Франсіско Хенто     |  |
| Н                |  | Альфредо Ді Стефано |  |
| Н                |  | Ектор Ріаль         |  |
| Головний тренер: |  |                     |  |
| Луїс Карнілья    |  |                     |  |

|                  |  |                         |  |
| В                |  | Наркізо Золдан          |  |
| З                |  | Альфіо Фонтана          |  |
| З                |  | Ерос Беральдо (к)       |  |
| З                |  | Чезаре Мальдіні         |  |
| ПЗ               |  | Маріо Бергамаскі        |  |
| ПЗ               |  | Луїджі Радіче           |  |
| ПЗ               |  | Хуан-Альберто Скьяффіно |  |
| ПЗ               |  | Нільс Лідгольм          |  |
| Н                |  | Джанкарло Данова        |  |
| Н                |  | Ернесто Грільйо         |  |
| Н                |  | Ернесто Кукк'яроні      |  |
| Головний тренер: |  |                         |  |
| Джузеппе Віані   |  |                         |  |